# Министр образования США
Министр образования США (англ. United States Secretary of Education) — глава министерства образования США, член кабинета США, и шестнадцатый в линии наследования президентских полномочий.
Должность создана в соответствии с Законом об учреждении министерства образования, подписанным президентом США Джимми Картером 17 октября 1979. До принятия этого закона в США действовало единое министерство здравоохранения, образования и социального обеспечения, которое возглавлялось министром здравоохранения, образования и социального обеспечения.

## Список министров образования США
| No. | Портрет | Министр            | Штат проживания   | Пребывание в должности             | В подчинении Президента           |
| --- | ------- | ------------------ | ----------------- | ---------------------------------- | --------------------------------- |
| 1   |         | Ширли Хафстедлер   | Калифорния        | 30 ноября 1979 — 20 января 1981    | Джимми Картер                     |
| 2   |         | Террел Белл        | Юта               | 22 января 1981 − 20 января 1985    | Рональд Рейган                    |
| 3   |         | Уильям Беннетт     | Нью-Йорк          | 6 февраля 1985 — 20 сентября 1988  | Рональд Рейган                    |
| 4   |         | Лауро Кавасос      | Техас             | 20 сентября 1988 — 14 декабря 1990 | Рональд Рейган Джордж Буш-старший |
| 5   |         | Ламар Александер   | Теннеси           | 22 марта 1991 — 20 января 1993     | Джордж Буш-старший                |
| 6   |         | Ричард Райли       | Южная Каролина    | 21 января 1993 — 20 января 2001    | Билл Клинтон                      |
| 7   |         | Родерик Пейдж      | Миссисипи         | 20 января 2001 — 20 января 2005    | Джордж Буш-младший                |
| 8   |         | Маргарет Спеллингс | Техас             | 20 января 2005 — 20 января 2009    | Джордж Буш-младший                |
| 9   |         | Арне Дункан        | Иллинойс          | 21 января 2009 — 1 января 2016     | Барак Обама                       |
| 10  |         | Джон Кинг          | Нью-Йорк          | 14 марта 2016 — 20 января 2017     | Барак Обама                       |
| 11  |         | Бетси Девос        | Мичиган           | 7 февраля 2017 — 8 января 2021     | Дональд Трамп                     |
| 12  |         | Мигель Кардона     | Коннектикут       | 2 марта 2021 — 20 января 2025      | Джо Байден                        |
| 13  |         | Линда Макмэн       | Северная Каролина | 3 марта 2025 - настоящее время     | Дональд Трамп                     |